# Сана (Јемен)
Сана (арап. صنعاء) је главни град Јемена. У њој живи 1.937.451 становника по попису из 2005. године. Град није део Губерније, већ чини посебан административни округ „Аманат ал-Асима“ (أمانة العاصمة). Према Jеменском уставу, Сана је главни град земље, иако се седиште јеменске владе преселило у Аден, бившу престоницу Јужног Јемена након Хутске окупације. Председник Абдрабух Мансур Хади је у марту 2015 прогласио Аден за привремену престоницу.
На надморској висини од 2.300 m (7.500 ft), Сана је једнa од највиших престоница на свету и налази се поред сараватских планина Џабал Ан-Наби Шуајб и Џабал Тијала, које се сматрају највишим планинама на Арабијском полуострву и једна од највиших у региону. Сана има око 3.292.497 становника (2023), што је чини највећим градом Јемена. Према подацима из 2020. године, шире урбано подручје Сане чини око 10% укупног становништва Јемена.
Стари град Сане, који је под заштитом UNESCO-а, има карактеристичан архитектонски карактер, који је највише изражен у вишеспратним зградама украшеним геометријским шарама. У сукобу који је беснео 2015. године, експлозив је погодио UNESCO локације у старом граду. Џамија Ал Салех, највећа у Сани, налази се на јужној периферији града.
Сана се суочава са тешком кризом воде, са водом која се црпи из водоносног слоја три пута брже него што се допуњује. Предвиђа се да ће град потпуно остати без воде до 2030. године, што ће га учинити првом националном престоницом на свету у том погледу. Приступ води за пиће је веома ограничен у Сани, а постоје и проблеми са квалитетом воде.

## Географија
Сана лежи на висоравни од 2300 м и окружена је планинама високим од 2800 - 3000 м: Џабал Наби Шу'ајб, (3666), Џабал Шамсан, Џабал Нукум и Ајбан. Сана је удаљена око 320 km сјеверно од Адена и Индијског океана и 230 km од луке Ал Худаида на Црвеном мору. Град се простире на површини од 200 km² и рапидно се шири даље. Сана је од давнина значајни арапски културни и вјерски центар са исламским медресом, а од 1970. и међународним универзитетом.

### Клима
Сана због своје велике висине има врло умјерену (пустињску) климу, са врло мало падавина, у просеку годишње падне око 200 mm кише.
Просјечна температура у Сани је увек иста током цијеле године: око 20 °C. Јул је ипак нешто топлији (22,2) а јануар (12,45) хладнији. У Сани су ријетке екстремне врућине или хладноће. Ипак у неким подручјима око града може температура пасти и до - 10 °C током зиме. Ни у самој Сани није риједак рани јутарњи мраз током зиме, који уз хладни вјетар чини јутра хладнима, све док сунце не загрије ваздух на 15 °C, али чим падне сунце температура се драстично снизи. Већина кише падне током јула и аугуста, понекад 500 до 600 mm, али има година кад је то свега 150 mm. Посљедњих деценија и Сана осјећа посљедице глобалног затопљења, љета су све топлија, а зиме блаже.
| Клима Сане у Јемену                                                                 | Клима Сане у Јемену | Клима Сане у Јемену | Клима Сане у Јемену | Клима Сане у Јемену | Клима Сане у Јемену | Клима Сане у Јемену | Клима Сане у Јемену | Клима Сане у Јемену | Клима Сане у Јемену | Клима Сане у Јемену | Клима Сане у Јемену | Клима Сане у Јемену | Клима Сане у Јемену |
| Показатељ \ Месец                                                                   | .Јан.               | .Феб.               | .Мар.               | .Апр.               | .Мај.               | .Јун.               | .Јул.               | .Авг.               | .Сеп.               | .Окт.               | .Нов.               | .Дец.               | .Год.               |
| ----------------------------------------------------------------------------------- | ------------------- | ------------------- | ------------------- | ------------------- | ------------------- | ------------------- | ------------------- | ------------------- | ------------------- | ------------------- | ------------------- | ------------------- | ------------------- |
| Апсолутни максимум, °C (°F)                                                         | 30 (86)             | 31 (88)             | 32 (90)             | 32 (90)             | 37 (99)             | 39 (102)            | 41 (106)            | 38 (100)            | 40 (104)            | 34 (93)             | 33 (91)             | 31 (88)             | 41 (106)            |
| Максимум, °C (°F)                                                                   | 22,3 (72,1)         | 24,7 (76,5)         | 25,6 (78,1)         | 24,8 (76,6)         | 25,7 (78,3)         | 28,2 (82,8)         | 26,6 (79,9)         | 25,9 (78,6)         | 25,1 (77,2)         | 22,2 (72)           | 20,3 (68,5)         | 20,5 (68,9)         | 24,33 (75,79)       |
| Просек, °C (°F)                                                                     | 12,6 (54,7)         | 14,1 (57,4)         | 16,3 (61,3)         | 16,6 (61,9)         | 18,0 (64,4)         | 19,3 (66,7)         | 20,0 (68)           | 19,6 (67,3)         | 17,8 (64)           | 15,0 (59)           | 12,9 (55,2)         | 12,4 (54,3)         | 16,22 (61,18)       |
| Минимум, °C (°F)                                                                    | 3,0 (37,4)          | 3,6 (38,5)          | 7,0 (44,6)          | 8,5 (47,3)          | 10,4 (50,7)         | 10,5 (50,9)         | 13,4 (56,1)         | 13,3 (55,9)         | 10,6 (51,1)         | 7,9 (46,2)          | 5,5 (41,9)          | 4,4 (39,9)          | 8,18 (46,71)        |
| Апсолутни минимум, °C (°F)                                                          | −4 (25)             | −1 (30)             | 1 (34)              | 4 (39)              | 1 (34)              | 9 (48)              | 5 (41)              | 0 (32)              | 3 (37)              | 1 (34)              | −1 (30)             | −2 (28)             | −4 (25)             |
| Количина падавина, mm (in)                                                          | 5 (0,2)             | 5 (0,2)             | 17 (0,67)           | 48 (1,89)           | 29 (1,14)           | 6 (0,24)            | 50 (1,97)           | 77 (3,03)           | 13 (0,51)           | 2 (0,08)            | 8 (0,31)            | 5 (0,2)             | 265 (10,44)         |
| Дани са кишом                                                                       | 2                   | 3                   | 4                   | 5                   | 5                   | 4                   | 4                   | 5                   | 3                   | 3                   | 2                   | 1                   | 41                  |
| Релативна влажност, %                                                               | 39,3                | 35,8                | 38,5                | 41,1                | 36,0                | 27,2                | 40,1                | 45,5                | 29,9                | 29,0                | 38,1                | 37,7                | 36,5                |
| Сунчани сати — дневни просек                                                        | 8                   | 8                   | 8                   | 9                   | 9                   | 8                   | 6                   | 7                   | 8                   | 9                   | 9                   | 8                   | 8,1                 |
| Извор #1: Climate-Data.org (altitude: 2259m), Weather2Travel (rainy days, sunshine) |                     |                     |                     |                     |                     |                     |                     |                     |                     |                     |                     |                     |                     |
| Извор #2: Climatebase.ru (humidity), Voodoo Skies (records)                         |                     |                     |                     |                     |                     |                     |                     |                     |                     |                     |                     |                     |                     |

## Историја
Први сачувани писани документ о граду је из 1. стољећа п. н. е., али је он пуно старији, његови почеци вежу се уз Сабејско краљевство у 6. стољећу п. н. е. Након тога Сана је била сједиште Химјарског Краљевства на његовом заласку у 6. вијеку, за вријеме владавине Јусуф Асар Јатара (Ду Нуваса), иза тог је била и сједиште аксумског подкраља. Аксумски краљ Абраха је уз Јустинијанову помоћ подигао у Сани хришћанску базилику у другој половици 6. стољећа, која је била највећа, јужно од Медитерана.
По Јемену се већ 628. раширио ислам, тако да је лично Мухамед дао упуте за изградњу прве џамије у Сани. За Омаејадског калифата (661. - 750.) Сана је сједиште имама представника калифа у Јемену. Након омајидиских калифа Саном формално владају абасидски калифи, заправо њихов представник - имам. Почетком 10. ст. Јеменом се шири зејидизам, тако да су јеменски зеидски имами присвојили титулу калифа, и преузели сву свјетовну и духовну власт. Имами Сане створили су властите наследне династије, и владали не само у граду већ и широј околици мухафазом. Како је Јемен у то вријеме био тешко проходан (без путева) првобитно је њихова власт била ограничена искључиво на ту територију, - али су временом свој утицај проширили по цијелом Јемену све до Хадрамаута, тако да је имам Сане био ако ништа друго духовни ауторитет Јемена.
У 12. стољећу положај имама Сане преузимају египатски Ајубиди и установљују своју теократску династију. Египатски Мамелуци завладали су Јеменом и Саном 1517, након њихове пропасти, Јеменом је завладало Османско царство. За њихове прве владавине од 1538. до 1635, Сана је била сједиште османског Валије, исто тако и за периода њихове друге владавине од 1872. до 1918.
Од 1918. Сана је пријестолница имама Јахја Мухамеда који је основао Мутавеклијско краљевство Јемен, познато као Сјеверни Јемен са Саном као главним градом. Након официрске револуције из 1962. Сана је постала главни град Јеменске Арапске Републике (Сјеверни Јемен), након уједињења са јужним Јеменом 1990, - Сана је постала главни град данашњег Јемена.
Још у првој половици 20. стољећа у Сани је живјела заједница од 10.000 Јевреја, али је њихов број 2010. пао на свега 70.
Историјски утврђени град Сана је насељен преко 2.500 година, препун врло вриједних старих грађевина, због тог је Унеско 1986. на својој 10-ој сједници уврстио стари град Сана на попис свјетске баштине. Историјски утврђени стари дио града окружен је зидом од непечене цигле висине 14 m, унутар града има преко 100 џамија, 12 хамама и 6.500 кућа. Поједине грађевине попут палате Самсарх и старе џамије, старе су више од 1.400 година. Пуно тих кућа од непечене глине равних кровова, личе на небодере (имају по 5-7 спратова). Добар дио њих има фасаде украшене раскошним декоративним рељефима, са замршено резбареним прозорским оквирима и витражима.
Једна од највећих атракција Сане је „Suk al-Milh" (Пијаца соли), на којој су се донедавно продавали и робови, а данас хљеб, зачини, воће, памук, бакарни предмети, керамика, сребрнина и антиквитети (лажни и прави). Величанствена џамија из 7. стољећа „Jami' al-Kabir" (Велика џамија) је једна од најстаријих џамија на свијету. Врата у тврђаву Баб Ал Јемен (Врата Јемена) стара су преко 1.000 година.
Трговачки центар старога града је Ал Мадина, уз који су у новије вријеме подигнути бројни хотели, ресторани и дућани. У том кварту налази се и предсједничка палата и три јавна парка.
Сана је 2004. године била арапска културна престоница.

## Становништво
Године 1975. Сана је имала свега 135.000 становника, а овај број се до 1985. увећао на 400.000. Данас у Сани живи око два милиона људи. Сматра се да раст становништва измиче контроли. У старом делу града станује мање од 50.000 људи. 
| Година | Становника |
| ------ | ---------- |
| 1911   | 20.000     |
| 1921   | 23.000     |
| 1931   | 25.000     |
| 1940   | 80.000     |
| 1963   | 100.000    |
| 1965   | 110.000    |

| Година | Становника |
| ------ | ---------- |
| 1975   | 134.600    |
| 1981   | 280.000    |
| 1986   | 427.505    |
| 1994   | 954.448    |
| 2001   | 1.590.624  |
| 2005   | 1.937.451  |

## Партнерски градови
- Аман
- Конија
- Анкара
- Техеран
- Душанбе